# 호경 (도시)

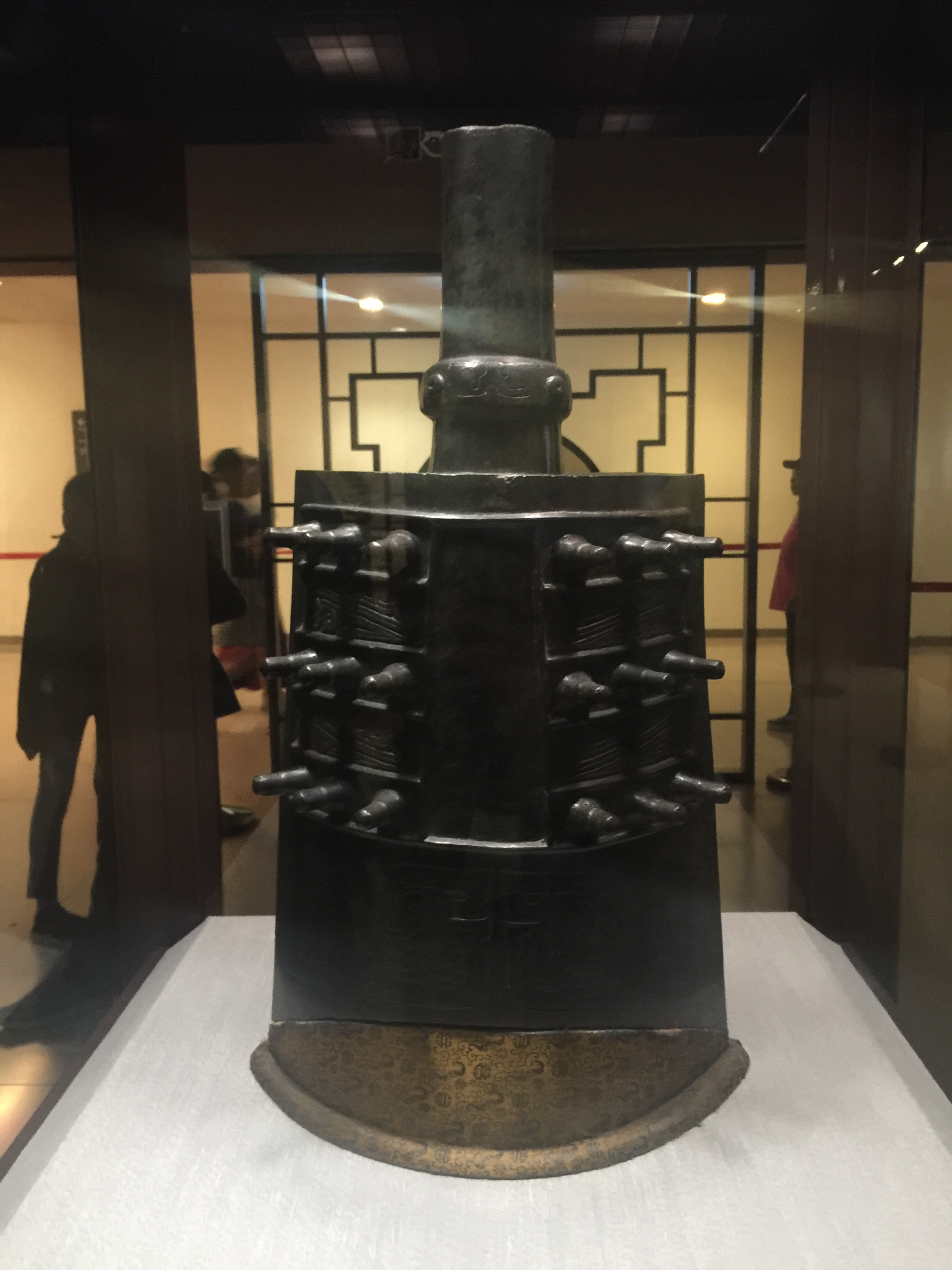

호경(鎬京)은 산시성 시안(西安) 서쪽에 있는 서주(西周)의 수도이다. 서주는 고공단보(古公亶父) 때 기산(岐山)으로 천도하고 문왕 때 위수(渭水) 분지에 진출하여 풍수(豊水) 서쪽의 풍수 동쪽에 호경을 정하고 서주의 수도로 삼았으며, 그 후 기원전 770년까지 계속되었다. 펑진과 함께 시안(西安) 서쪽에 있었다고 추정되는데 명확한 유적은 남아 있지 않다.

## 같이 보기
- 중국의 옛 수도